# Воронезький заказник
Воро́незький зака́зник, повна офіційна назва Держа́вний приро́дний зака́зник федера́льного зна́чення «Воро́незький» (рос. Государственный природный заказник федерального значения «Воронежский») — загальнозоологічний заказник, розташований у Воронезькій області Росії. Заснований 11 квітня 1958 року. Площа становить 22 999,7 га. Заказник створений задля охорони місцевих тварин, збереження їхніх оселищ, міграційних шляхів, а також для екологічного моніторингу і просвіти.
Охоронювана територія обіймає частини Рамонського і Новоусманського районів Воронезької області та Залізничного району міста Воронеж. На півночі заказник межує із кордонами Воронезького заповідника, якому він адміністративно підпорядкований. На сході та південному сході до заказника прилягає зелена приміська зона, на півдні і заході — угіддя, відповідно, новоусманських і рамонських сільгосппідприємств. З точки зору фізичної географії заказник лежить на західному краї Оксько-Донської рівнини, тому рельєф його теренів згладжений. Ландшафти лісові, оскільки ця природоохоронна територія охоплює південну частину Усманського бору — найбільшого соснового масиву області. Через заказник протікає річка Воронеж.
Головними об'єктами охорони виступають хохуля руська, бобер європейський, сарна, олень благородний, лось тощо. Усі перелічені звірі здавна є об'єктами мисливства, а хохуля до того ж є реліктом післяльодовикової доби. Крім них у Воронезькому заказнику охороняють цінних промислових риб.